# Freudenberg & Co.
Freudenberg & Co. KG er en tysk familieejet industrikoncern med hovedkvarter i Weinheim, Baden-Württemberg. De er underleverandører til bilindustri, maskinindustri, tekstilindustri, byggeindustri og telekommunikationsindustri. I 2022 havde de 51.000 ansatte i 60 lande og en omsætning på 11,8 mia. euro.
Carl Johann Freudenberg og Heinrich C. Heintze overtog i 1849 et garveri i Müllheimer Tal i Weinheim.